# Poirots erste Fälle
Poirots erste Fälle (Originaltitel Poirot’s Early Cases) ist eine Kurzgeschichtensammlung von Agatha Christie. Sie erschien zuerst im September 1974 im Vereinigten Königreich im Collins Crime Club. Obwohl alle Kurzgeschichten in den USA schon früher veröffentlicht worden waren, erschien die Sammlung 1974 auch dort unter dem leicht abweichenden Titel Hercule Poirot's Early Cases.
In Deutschland ist die Sammlung in dieser Weise nie erschienen, die Veröffentlichung im deutschen Sprachraum gestaltete sich daher sehr kompliziert. Erst 2011 erschien als 80. Band der vom französischen Verlag Hachette Collections herausgegebenen Die offizielle Sammlung Agatha Christie die (bis auf sechs Geschichten) originale Zusammenstellung.

## Die Geschichten

### Mord auf dem Siegesball
(Originaltitel The Affair at the Victory Ball)

#### Handlung
Hercule Poirot versucht den Mord an Lord Cronshaw aufzuklären, der auf einem Kostümball zu Tode kam. Wenige Stunden später stirbt seine Lebensgefährtin Coco Courtenay in ihrer eigenen Wohnung an einer Überdosis nicht näher bezeichneter Drogen. Poirot, Inspektor Japp und Poirots Freund Hastings ermitteln an dem Fall. Chris Davidson, Freund der beiden Verstorbenen, entpuppt sich als Mörder. Da er als Dealer Cocos nicht akzeptieren konnte, dass Lord Cronshaw bemüht war, seiner Freundin aus der Sucht zu helfen, musste das Liebespaar sterben. Hercule Poirot ist penibel in seiner Erscheinung und bei seinen Ermittlungen: „Mein kleiner Freund, adrett und geschniegelt wie immer, trug, den eiförmigen Kopf leicht zur Seite geneigt, mit größter Sorgfalt eine neue Pomade auf seinen Schnurrbart auf. Eine gewisse harmlose Eitelkeit war für ihn charakteristisch und passte zu seiner Ordnungsliebe und zu seinem Hang zur Methodik.“
Außergewöhnlich an der Geschichte ist, dass zwischendrin folgende Aufforderung zu finden ist: „An diesem Punkt möchte der Leser vielleicht gern eine Pause einlegen und selbst nach der Lösung des Verbrechens suchen um später vergleichen zu können, wie nahe er der Lösung der Autorin gekommen ist.“ Um bei dem Leser mehr Spannung zu erzeugen, wird er hier von der Autorin direkt angesprochen und in die Ermittlungen mit einbezogen.

#### Erste Veröffentlichung im Vereinigten Königreich
The Affair at the Victory Ball: 7. März 1923 – The Sketch Magazine Ausgabe 1571. Diese Geschichte ist die erste publizierte Geschichte der Autorin.

#### Wichtige spätere Veröffentlichungen in Sammlungen
- September 1974, Poirot’s Early Cases im Collins Crime Club (London)
- 1974, Hercule Poirot's Early Cases, Dodd Mead and Company (New York)
- 1984, erste deutschsprachige Veröffentlichung in Hercule Poirot's grösste Trümpfe, einzig berechtigte Übertragung aus dem Englischen von Adi Oes u. a., Scherz Verlag (Bern; München; Wien)[4]

#### Verfilmungen
Für die englische Fernsehserie Agatha Christie’s Poirot mit David Suchet als Poirot, Hugh Fraser als Hastings, Philip Jackson als Japp und Pauline Moran als Miss Lemon wurde „Mord auf dem Siegesball“ adaptiert und in Staffel 3 verfilmt.

### Köchin gesucht
(Originaltitel The Adventure of the Clapham Cook)

#### Erste Veröffentlichung im Vereinigten Königreich
The Adventure of the Clapham Cook: 14. November 1923 – The Sketch Magazine Ausgabe 1607.

#### Wichtige spätere Veröffentlichungen in Sammlungen
- September 1974, Poirot’s Early Cases im Collins Crime Club (London)
- 1974, Hercule Poirot's Early Cases, Dodd Mead and Company (New York)
- 1977, erste deutschsprachige Veröffentlichung in Auch Pünktlichkeit kann töten, einzig berechtigte Übertragung aus dem Englischen von Maria Meinert und Peter Naujack, Scherz Verlag (Bern; München; Wien)[6]

#### Verfilmungen
Für die englische Fernsehserie Agatha Christie’s Poirot mit David Suchet als Poirot, Hugh Fraser als Hastings, Philip Jackson als Japp und Pauline Moran als Miss Lemon wurde „Köchin gesucht“ adaptiert und in Staffel 1 verfilmt.

### Die mysteriöse Angelegenheit in Cornwall
(Originaltitel The Cornish Mystery)

#### Erste Veröffentlichung im Vereinigten Königreich
The Cornish Mystery: 28. November 1923 – The Sketch Magazine Ausgabe 1609.

#### Wichtige spätere Veröffentlichungen in Sammlungen
- September 1974, Poirot’s Early Cases im Collins Crime Club (London)
- 1974, Hercule Poirot's Early Cases, Dodd Mead and Company (New York)
- 1977, erste deutschsprachige Veröffentlichung in Auch Pünktlichkeit kann töten, einzig berechtigte Übertragung aus dem Englischen von Maria Meinert und Peter Naujack, Scherz Verlag (Bern; München; Wien)[6]

#### Verfilmungen
Für die englische Fernsehserie Agatha Christie’s Poirot mit David Suchet als Poirot, Hugh Fraser als Hastings, Philip Jackson als Japp und Pauline Moran als Miss Lemon wurde „Die mysteriöse Angelegenheit in Cornwall“ adaptiert und in Staffel 2 verfilmt.

### Poirot und der Kidnapper
(Originaltitel The Adventure of Johnnie Waverly)

#### Erste Veröffentlichung im Vereinigten Königreich
The Adventure of Johnnie Waverly: 10. Oktober 1923 – The Sketch Magazine Ausgabe 1602 (unter dem Titel The Kidnapping of Johnny Waverly).

#### Wichtige spätere Veröffentlichungen in Sammlungen
- September 1974, Poirot’s Early Cases im Collins Crime Club (London)
- 1974, Hercule Poirot's Early Cases, Dodd Mead and Company (New York)
- 1984, erste deutschsprachige Veröffentlichung in Hercule Poirot's grösste Trümpfe, einzig berechtigte Übertragung aus dem Englischen von Adi Oes u. a., Scherz Verlag (Bern; München; Wien)[4]

#### Verfilmungen
Für die englische Fernsehserie Agatha Christie’s Poirot mit David Suchet als Poirot, Hugh Fraser als Hastings, Philip Jackson als Japp und Pauline Moran als Miss Lemon adaptiert und verfilmt in Staffel 1.
Für die französische Fernsehserie Mörderische Spiele adaptiert und unter Die Entführung des kleinen Bruno als Folge 12 der zweiten Staffel 2015 verfilmt.

### Ein Indiz zuviel
(Originaltitel The Double Clue)

#### Erste Veröffentlichung im Vereinigten Königreich
The Double Clue: 4. Dezember 1923 – The Sketch Magazine Ausgabe 1610.

#### Wichtige spätere Veröffentlichungen in Sammlungen
- September 1974, Poirot’s Early Cases im Collins Crime Club (London)
- 1974, Hercule Poirot's Early Cases, Dodd Mead and Company (New York)
- 1984, erste deutschsprachige Veröffentlichung in Hercule Poirot schläft nie, einzig berechtigte Übersetzung aus dem Englischen von Hella von Brackel u. a., Scherz Verlag (Bern; München; Wien)[10]

#### Verfilmungen
Für die englische Fernsehserie Agatha Christie’s Poirot mit David Suchet als Poirot, Hugh Fraser als Hastings, Philip Jackson als Japp, Pauline Moran als Miss Lemon und Kika Markham als Gräfin Vera Rossakoff adaptiert und verfilmt in Staffel 3.

#### Bezüge zu anderen Werken
Die Geschichte enthält den ersten Auftritt der Gräfin Vera Rossakoff. Die Autorin verwendet in dieser Geschichte zum ersten Mal den Trick mit dem kyrillischen Alphabet, den sie später noch einmal in der  Mord im Orientexpress verwendet.

### Die Abenteuer des Kreuzkönigs
(Originaltitel The King of Clubs)

#### Erste Veröffentlichung im Vereinigten Königreich
The King of Clubs: 21. März 1923 – The Sketch Magazine Ausgabe 1573 (unter dem Titel The Adventure of the King of Clubs).

#### Wichtige spätere Veröffentlichungen in Sammlungen
- September 1974, Poirot’s Early Cases im Collins Crime Club (London)
- 1974, Hercule Poirot's Early Cases, Dodd Mead and Company (New York)
- 1977, erste deutschsprachige Veröffentlichung in Auch Pünktlichkeit kann töten, einzig berechtigte Übertragung aus dem Englischen von Maria Meinert und Peter Naujack, Scherz Verlag (Bern; München; Wien)[6]

#### Verfilmungen
Für die englische Fernsehserie Agatha Christie’s Poirot mit David Suchet als Poirot, Hugh Fraser als Hastings, Philip Jackson als Japp und Pauline Moran als Miss Lemon adaptiert und verfilmt in Staffel 1 (9. Folge).

### Das Erbe der Familie Lemesurier
(Originaltitel The Lemesurier Inheritance)

#### Erste Veröffentlichung im Vereinigten Königreich
The LeMesurier Inheritance: 18. Dezember 1923 – The Sketch Magazine Ausgabe 1612.

#### Wichtige spätere Veröffentlichungen in Sammlungen
- September 1974, Poirot’s Early Cases im Collins Crime Club (London)
- 1974, Hercule Poirot's Early Cases, Dodd Mead and Company (New York)
- 1977, erste deutschsprachige Veröffentlichung in Auch Pünktlichkeit kann töten, einzig berechtigte Übertragung aus dem Englischen von Maria Meinert und Peter Naujack, Scherz Verlag (Bern; München; Wien)[6]

Wurde unter dem Titel Auch Pünktlichkeit kann töten verfilmt mit David Suchet in der Hauptrolle.

### Die verlorene Mine
(Originaltitel The Lost Mine)

#### Erste Veröffentlichung im Vereinigten Königreich
The Lost Mine: 21. November 1923 – The Sketch Magazine Ausgabe 1608.

#### Erste Veröffentlichung in den Vereinigten Staaten
The Lost Mine: April 1925 – Blue Book Magazine Band 40, Nr. 6, eine kleine unsignierte Illustration.

#### Wichtige spätere Veröffentlichungen in Sammlungen
- September 1974, Poirot’s Early Cases im Collins Crime Club (London)
- 1974, Hercule Poirot's Early Cases, Dodd Mead and Company (New York)
- 1984, erste deutschsprachige Veröffentlichung in Hercule Poirot's grösste Trümpfe, einzig berechtigte Übertragung aus dem Englischen von Adi Oes u. a., Scherz Verlag (Bern; München; Wien)[4]

#### Verfilmungen
Für die englische Fernsehserie Agatha Christie’s Poirot mit David Suchet als Poirot, Hugh Fraser als Hastings, Philip Jackson als Japp und Pauline Moran als Miss Lemon adaptiert und verfilmt in Staffel 2 als 3. Folge unter "Die verschollene Silbermine".

### Das Geheimnis des Plymouth-Express
(Originaltitel The Plymouth Express)

#### Erste Veröffentlichung im Vereinigten Königreich
The Plymouth Express: 4. April 1923 – The Sketch Magazine Ausgabe 1575 (unter dem Titel The Mystery of the Plymouth Express).

#### Wichtige spätere Veröffentlichungen in Sammlungen
- September 1974, Poirot’s Early Cases im Collins Crime Club (London)
- 1974, Hercule Poirot's Early Cases, Dodd Mead and Company (New York)
- 1977, erste deutschsprachige Veröffentlichung in Auch Pünktlichkeit kann töten, einzig berechtigte Übertragung aus dem Englischen von Maria Meinert und Peter Naujack, Scherz Verlag (Bern; München; Wien)[6]

#### Verfilmungen
Für die englische Fernsehserie Agatha Christie’s Poirot mit David Suchet als Poirot, Hugh Fraser als Hastings, Philip Jackson als Japp und Pauline Moran als Miss Lemon adaptiert und verfilmt in Staffel 3.

#### Bezüge zu anderen Werken
Die Handlung erweiterte die Autorin 1928 zum Roman Der blaue Express.

### Die Pralinenschachtel
(Originaltitel The Chocolate Box)

#### Handlung
In der Chronologie der Fälle Poirots ist dieser der erste und auch der einzige, der in Poirots aktive Polizeijahre fällt.
Hercule Poirot erzählt seinem Freund Hastings einen Fall, den er im Jahr 1893 als aktiver Kommissar in Belgien erlebte. Weitere Hauptperson ist die Cousine des mutmaßlich ermordeten Paul Deroulard. Poirot ermittelt, weil die Cousine im Fall von Deroulard von einem Mord ausgeht. Wesentliches Indiz ist eine Pralinenschachtel, die noch voll war, obwohl der verstorbene Paul Deroulard jeden Abend Pralinen aß, so auch am Tattag. Zum Schluss findet Poirot heraus, dass die Mutter des Verstorbenen die Mörderin ist. Sie wollte ihren Sohn ermorden, weil sie ihn für einen schlechten Menschen hielt: Er hatte seine eigene Frau die Treppe hinunter gestoßen. Pauls Mutter wollte nicht, dass er noch mehr Frauenseelen zerstört.

#### Erste Veröffentlichung im Vereinigten Königreich
The Chocolate Box: 23. Mai 1923 – The Sketch Magazine Ausgabe 1581 (unter dem Titel The Clue of the Chocolate Box).

#### Erste Veröffentlichung in den Vereinigten Staaten
The Chocolate Box: Februar 1925 – Blue Book Magazine Band 40, Nr. 4, eine kleine unsignierte Illustration.

#### Wichtige spätere Veröffentlichungen in Sammlungen
- September 1974, Poirot’s Early Cases im Collins Crime Club (London)
- 1974, Hercule Poirot's Early Cases, Dodd Mead and Company (New York)
- 1984, erste deutschsprachige Veröffentlichung in Hercule Poirot's grösste Trümpfe, einzig berechtigte Übertragung aus dem Englischen von Adi Oes u. a., Scherz Verlag (Bern; München; Wien)[4]

#### Verfilmungen
Für die englische Fernsehserie Agatha Christie’s Poirot mit David Suchet als Poirot, Hugh Fraser als Hastings, Philip Jackson als Japp und Pauline Moran als Miss Lemon adaptiert und verfilmt in Staffel 5.

#### Bezüge zu anderen Werken
An den Fall Die Pralinenschachtel wird in Kapitel 15 des Romans Das Haus an der Düne aus dem Jahr 1932 erinnert.

### Die U-Boot-Pläne
(Originaltitel The Submarine Plans)

#### Erste Veröffentlichung im Vereinigten Königreich
The Submarine Plans: 7. November 1923 – The Sketch Magazine Ausgabe 1606.

#### Wichtige spätere Veröffentlichungen in Sammlungen
- September 1974, Poirot’s Early Cases im Collins Crime Club (London)
- 1974, Hercule Poirot's Early Cases, Dodd Mead and Company (New York)
- 2011, erste deutschsprachige Veröffentlichung in Die offizielle Sammlung Agatha Christie – Band 80, in der Übersetzung von Heike Steffen, Hachette Collections (Frankreich)

#### Bezüge zu anderen Werken
In der Geschichte wird an die Kurzgeschichte Der entführte Premierminister und den dortigen Premierminister David McAdam erinnert.
Von der Geschichte erschien 1937 die erweiterte Version Der unglaubliche Diebstahl der Bomberpläne.

### Tot im dritten Stock
(Originaltitel The Third Floor Flat)

#### Erste Veröffentlichung im Vereinigten Königreich
The Third Floor Flat: Januarausgabe 1929 – Hutchinson's Adventure & Mystery Story Magazine.

#### Wichtige spätere Veröffentlichungen in Sammlungen
- September 1974, Poirot’s Early Cases im Collins Crime Club (London)
- 1974, Hercule Poirot's Early Cases, Dodd Mead and Company (New York)
- 1984, erste deutschsprachige Veröffentlichung in Hercule Poirot's grösste Trümpfe, einzig berechtigte Übertragung aus dem Englischen von Adi Oes u. a., Scherz Verlag (Bern; München; Wien)[4]

#### Verfilmungen
Für die englische Fernsehserie Agatha Christie’s Poirot mit David Suchet als Poirot, Hugh Fraser als Hastings, Philip Jackson als Japp und Pauline Moran als Miss Lemon adaptiert und verfilmt in Staffel 1 (5. Folge).

### Die Doppelsünde
(Originaltitel Double Sin)

#### Erste Veröffentlichung im Vereinigten Königreich
Double Sin: 23. September 1928 – Sunday Dispatch.

#### Wichtige spätere Veröffentlichungen in Sammlungen
- September 1974, Poirot’s Early Cases im Collins Crime Club (London)
- 1974, Hercule Poirot's Early Cases, Dodd Mead and Company (New York)
- 1971, erste deutschsprachige Veröffentlichung in Ausgewählte Geschichten, übertragen aus dem Englischen von Maria Meinert u. a., Diogenes Verlag (Zürich)[19]

#### Verfilmungen
Für die englische Fernsehserie Agatha Christie’s Poirot mit David Suchet als Poirot, Hugh Fraser als Hastings, Philip Jackson als Japp und Pauline Moran als Miss Lemon adaptiert und verfilmt in Staffel 2.

#### Bezüge zu anderen Werken
In der Geschichte wird auf den Theateragenten Joseph Aarons Bezug genommen, den der Leser schon aus Mord auf dem Golfplatz kennt.

### Stille vor dem Sturm
(Originaltitel The Market Basing Mystery)

#### Erste Veröffentlichung im Vereinigten Königreich
The Market Basing Mystery: 17. Oktober, 1923 – The Sketch Magazine Ausgabe 1603.

#### Wichtige spätere Veröffentlichungen in Sammlungen
- 1966, The Market Basing Mystery, erschien im Vereinigten Königreich in der Sammlung Thirteen for Luck!, die sonst nur Kurzgeschichten enthält, die vorher schon in Buchform erschienen waren.
- September 1974, Poirot’s Early Cases im Collins Crime Club (London)
- 1974, Hercule Poirot's Early Cases, Dodd Mead and Company (New York)
- 1984, erste deutschsprachige Veröffentlichung in Hercule Poirot's grösste Trümpfe, einzig berechtigte Übertragung aus dem Englischen von Adi Oes u. a., Scherz Verlag (Bern; München; Wien)[4]

#### Bezüge zu anderen Werken
Die Handlung, das heißt einen Selbstmord als Mord zu tarnen um einen Erpresser zu überführen, erweiterte Christie 1937 zu der Kurzgeschichte Poirot riecht den Braten.

### Das Wespennest
(Originaltitel Wasp's Nest)

#### Erste Veröffentlichung im Vereinigten Königreich
Wasp's Nest: 20. November 1928 – Daily Mail.

#### Wichtige spätere Veröffentlichungen in Sammlungen
- September 1974, Poirot’s Early Cases im Collins Crime Club (London)
- 1974, Hercule Poirot's Early Cases, Dodd Mead and Company (New York)
- 1964, erste deutschsprachige Veröffentlichung in Der Unfall und andere Fälle, einzig berechtigte Übertragung aus dem Englischen von Maria Meinert und Renate Weigl, Scherz Verlag (Bern; Stuttgart; Wien)[21]

#### Verfilmungen
Für die englische Fernsehserie Agatha Christie’s Poirot mit David Suchet als Poirot, Hugh Fraser als Hastings, Philip Jackson als Japp und Pauline Moran als Miss Lemon adaptiert und verfilmt in Staffel 3.

### Poirot geht stehlen
(Originaltitel The Veiled Lady)

#### Erste Veröffentlichung im Vereinigten Königreich
The Veiled Lady: 3. Oktober 1923 – The Sketch Magazine Ausgabe 1601 (unter dem Titel The Case of the Veiled Lady).

#### Erste Veröffentlichung in den Vereinigten Staaten
The Veiled Lady: März 1925 – Blue Book Magazine Band 40, Nr. 5, eine kleine unsignierte Illustration.

#### Wichtige spätere Veröffentlichungen in Sammlungen
- September 1974, Poirot’s Early Cases im Collins Crime Club (London)
- 1974, Hercule Poirot's Early Cases, Dodd Mead and Company (New York)
- 1984, erste deutschsprachige Veröffentlichung in Hercule Poirot's grösste Trümpfe, einzig berechtigte Übertragung aus dem Englischen von Adi Oes u. a., Scherz Verlag (Bern; München; Wien)[4]

#### Verfilmungen
Für die englische Fernsehserie Agatha Christie’s Poirot mit David Suchet als Poirot, Hugh Fraser als Hastings, Philip Jackson als Japp und Pauline Moran als Miss Lemon adaptiert und verfilmt in Staffel 2 unter dem Namen ""Erpressung und andere Kleinigkeiten".

### Eine Tür fällt ins Schloss
(Originaltitel Problem at Sea / Mystery of the Crime in Cabin 66)

#### Erste Veröffentlichung im Vereinigten Königreich
Problem at Sea: Januar 1936 – The Strand Magazine Ausgabe 540 (unter dem Titel Poirot and the Crime in Cabin 66).

#### Wichtige spätere Veröffentlichungen in Sammlungen
- September 1974, Poirot’s Early Cases im Collins Crime Club (London)
- 1974, Hercule Poirot's Early Cases, Dodd Mead and Company (New York)
- 1984, erste deutschsprachige Veröffentlichung in Hercule Poirot's grösste Trümpfe, einzig berechtigte Übertragung aus dem Englischen von Adi Oes u. a., Scherz Verlag (Bern; München; Wien)[4]

#### Verfilmungen
Für die englische Fernsehserie Agatha Christie’s Poirot mit David Suchet als Poirot, Hugh Fraser als Hastings, Philip Jackson als Japp und Pauline Moran als Miss Lemon adaptiert und verfilmt in Staffel 1 (7. Folge).

### Der verräterische Garten
(Originaltitel How Does Your Garden Grow?)

#### Erste Veröffentlichung im Vereinigten Königreich
How Does Your Garden Grow?: Juni 1935 –  The Strand Magazine Ausgabe 536.

#### Wichtige spätere Veröffentlichungen in Sammlungen
- September 1974, Poirot’s Early Cases im Collins Crime Club (London)
- 1974, Hercule Poirot's Early Cases, Dodd Mead and Company (New York)
- 1984, erste deutschsprachige Veröffentlichung in Hercule Poirot's grösste Trümpfe, einzig berechtigte Übertragung aus dem Englischen von Adi Oes u. a., Scherz Verlag (Bern; München; Wien)[4]

#### Verfilmungen
Für die englische Fernsehserie Agatha Christie’s Poirot mit David Suchet als Poirot, Hugh Fraser als Hastings, Philip Jackson als Japp und Pauline Moran als Miss Lemon wurden „Porots erste Fälle“ adaptiert und in Staffel 3 verfilmt.

#### Bezüge zu anderen Werken
Die Handlung, das heißt, dass Poirot einen sehr vagen Hilferuf von einer inzwischen verstorbenen Frau erhält, erweiterte Christie 1937 zu einem Roman – Der ballspielende Hund.